# Parabellum (együttes)
A Parabellum egy black/death metal zenekar volt a kolumbiai Medellín-ből. 1983-ban alakultak meg. Négy taggal rendelkeztek: Ramón Reinaldo Restrepo-val, Carlos Mario Pérezzel, John Jairo Martínezzel és Cipriano Álvarezzel. Pályafutásuk alatt mindössze két EP-t dobtak piacra, de posztumusz kiadásban egy válogatáslemez is megjelent, amelyen kiadatlan számok, illetve egy koncertfelvétel szerepel. A Mayhem gitárosa, Euronymous egy interjúban elmondta, hogy a Parabellum nagy hatással volt rá. A brit Terrorizer magazin a világ első black metal zenekarai közé sorolta őket, illetve a legelső kolumbiai black metal zenekarnak nevezte őket.  1988-ban feloszlottak. Lemezeiket a Discos Fuentes, Sonolux kiadók jelentették meg. Mivelhogy ők voltak az első kolumbiai black metal együttes, mára kultikus státuszba léptek a metal rajongók körében.

## Tagok
- Ramón Reinaldo Restrepo - éneklés
- John Jairo Martínez - gitár
- Carlos Mario Pérez - gitár
- Cipriano Álvarez - dobok

## Diszkográfia
- Sacrilegio (1987, EP)
- Mutación Per Radiación (1988, EP)
- Tempus Mortis (válogatáslemez, 2005)